# Карбеновий аналог
Карбеновий аналог (рос. аналог карбена, англ. carbene analogue) — електрично нейтральний моноядерний гідрид елемента 14-ї групи, який має два незв'язаних електрони; електрично нейтральний моноядерний гідриди елемента 15-ї групи, який має 4 незв'язаних електрони. Також їхні похідні, утворені заміщенням, а саме: боранілідени, силілени, гермілідени, станілідени, плюмбілідени, а також нітрени, фосфанілідени, арсанілідени, стибанілідени.